# 瑪麗亞加布里埃拉 (奧爾良-布拉干薩)
瑪麗亞加布里埃拉（Maria Gabriela de Orleans e Bragança，1989年6月8日—） 是巴西皇室的后裔，奥尔良和布拉干萨的安托万和克里斯蒂娜·德利涅的女儿。她是奥尔良布拉干萨的佩德罗·恩里克和巴伐利亚的玛丽·伊丽莎白的父亲的孙女，而她母亲的则是卢森堡的阿利克斯和安托万·德利涅的孙女 。
她的父亲Antoine王子是Pedro Henrique的儿子和Louis d'Orléans-Braganza （巴西公主 Isabelle 的次子）的孙子，她的母亲Christine de Ligne是Antoine de Ligne 的女儿。
她在彼得罗波利斯长大，与她的兄弟姐妹一起长大。
他的教父和教母是他的叔叔奥尔良布拉干萨的费尔南多王子和他的姑姑约兰德德利涅公主，目前她住在比利時布魯塞爾。